# Deficiencia de micronutrientes
La carencia de micronutrientes, deficiencia de micronutrientes o déficit dietético es la falta de uno o varios de los micronutrientes necesarios para una salud óptima de las plantas o los animales. En los seres humanos y otros animales, incluyen tanto el déficit vitamínico como el de minerales. En cambio, en las plantas, el término se refiere al déficit de oligoelementos esenciales.

## Humanos
Las carencias de micronutrientes afectan a más de dos mil millones de personas de todas las edades en los países en desarrollo e industrializados. La carencia de micronutrientes afecta negativamente a la fisiología y la inmunología del individuo, provocando consecuencias para la salud a largo plazo. Causan algunas enfermedades, agravan otras y se reconoce que tienen un impacto significativo en la salud mundial. Los micronutrientes esenciales son el yodo, el hierro, el zinc, el calcio, el selenio, el flúor y las vitaminas A, B6, B12, B1, B2, B3, B9 y C. Según estimaciones de la ingesta de nutrientes procedentes de los alimentos (excluyendo la fortificación y la suplementación), más de 5000 millones de personas no consumen suficiente yodo (el 68 % de la población mundial), vitamina E (el 67 %) y calcio (el 66 %). Más de 4000 millones de personas no consumen suficiente hierro (el 65 %), riboflavina (el 55 %), folato (el 54 %) y vitamina C (el 53 %). Dentro del mismo país y grupos de edad, se estimó que la ingesta inadecuada fue mayor en las mujeres que en los hombres para el yodo, la vitamina B12, el hierro y el selenio, y mayor en los hombres que en las mujeres para el magnesio, la vitamina B6, el zinc, la vitamina C, la vitamina A, la tiamina y la niacina.
La población afectada principalmente por la carencia de micronutrientes son los bebés, los niños y adolescentes, las mujeres en edad fértil, las embarazadas y los ancianos. Las carencias de micronutrientes están asociadas al 10% de todas las muertes de niños. Por lo tanto, son motivo de especial preocupación para quienes se ocupan del bienestar infantil. Las carencias de micronutrientes en la primera infancia provocan un retraso en el crecimiento y un deterioro del desarrollo cognitivo. Los déficits de vitaminas o minerales esenciales, como la vitamina A, el hierro y el zinc, pueden deberse a la escasez de alimentos nutritivos a largo plazo o a infecciones como las lombrices intestinales. También pueden ser causadas o agravadas cuando las enfermedades (como la diarrea o la malaria) provocan una rápida pérdida de nutrientes a través de las heces o el vómito. Existen varias intervenciones para mejorar el estado de los micronutrientes, como el enriquecimiento de los alimentos, la administración de suplementos y el tratamiento de las infecciones subyacentes. La aplicación de intervenciones adecuadas en materia de micronutrientes tiene varios beneficios, como la mejora del desarrollo cognitivo, el aumento de la supervivencia infantil y la reducción de la prevalencia del bajo peso al nacer.

## Plantas
En las plantas, una carencia de micronutrientes (o carencia de oligoelementos) es un trastorno fisiológico de la planta que se produce cuando un micronutriente es deficiente en el suelo en el que crece la planta. Los micronutrientes se distinguen de los macronutrientes (nitrógeno, fósforo, azufre, potasio, calcio y magnesio) por las cantidades relativamente bajas que necesita la planta.
Se sabe que muchos elementos son necesarios en estas pequeñas cantidades para el correcto crecimiento y desarrollo de las plantas. Las carencias de nutrientes en estas áreas pueden afectar negativamente al crecimiento y desarrollo de las plantas. Algunas de las carencias de oligoelementos más conocidas son del zinc, del boro, del hierro y del manganeso.

### Lista de oligoelementos esenciales para plantas[10]
- Se cree que el boro participa en el transporte de carbohidratos en las plantas; también ayuda en la regulación metabólica. La deficiencia de boro a menudo resulta en la muerte regresiva de las yemas.
- El cloro es necesario para la ósmosis y el equilibrio iónico; también juega un papel en la fotosíntesis.
- El cobre es un componente de algunas enzimas y de la vitamina A. Los síntomas de la deficiencia de cobre incluyen el oscurecimiento de las puntas de las hojas y la clorosis.
- El hierro es esencial para la síntesis de clorofila, razón por la cual una deficiencia de hierro produce clorosis.
- El manganeso activa algunas enzimas importantes involucradas en la formación de clorofila. Las plantas deficientes en manganeso desarrollarán clorosis entre las venas de sus hojas. La disponibilidad de manganeso depende parcialmente del pH del suelo.
- El molibdeno es esencial para la salud de las plantas. El molibdeno es utilizado por las plantas para reducir los nitratos a formas utilizables. Algunas plantas lo usan para la fijación de nitrógeno, por lo que es posible que deba agregarse a algunos suelos antes de sembrar leguminosas.
- El níquel es esencial para la activación de la ureasa, una enzima involucrada en el metabolismo del nitrógeno necesaria para procesar la urea.
- El zinc participa en la formación de clorofila y también activa muchas enzimas. Los síntomas de la deficiencia de zinc incluyen clorosis y retraso en el crecimiento.